# Dave Marsh
David Broadhead Robertson „Dave“ Marsh (* 28. Dezember 1894 in Poplar; † 1960 in Epping) war ein englischer Radrennfahrer und Weltmeister.
1922 wurde Dave Marsh in Liverpool Weltmeister im Straßenrennen der Amateure.
Zweimal startete Marsh bei Olympischen Spielen: 1920 bei den Olympischen Spielen in Antwerpen belegte er Platz 26 im Straßenrennen, vier Jahre später bei den Spielen in Paris Platz 24. In Paris belegte er zudem mit dem britischen Team Rang sieben in der Mannschaftswertung.
1949 wurde Marsh in das Golden Book of Cycling aufgenommen.